# Phalanta violetta
Phalanta violetta är en fjärilsart som beskrevs av Hans Fruhstorfer 1900. Phalanta violetta ingår i släktet Phalanta och familjen praktfjärilar. Inga underarter finns listade i Catalogue of Life.